# Шумара, Каленик Тимофеевич
Каленик Тимофеевич Шумара (1903 год, село Обиточное — 5 мая 1973 год) — первый секретарь Затобольского райкома Компартии Казахстана, Кустанайская область, Казахская ССР. Герой Социалистического Труда (1957).

## Биография
Родился в 1903 году в бедной крестьянской семье в селе Обиточное (сегодня — Черниговский район, Запорожская область Украины). В 1911 году его семья переехала в посёлок Станционный. Служил в Красной Армии (1925—1927). С 1928 года — председатель Станционного и Батмановского сельских советов. Участвовал в Великой Отечественной войне. После демобилизации в 1946 году возвратился в Кустанайскую область.
С 1946 года на различных партийных и государственных должностях: секретарь Пешковского, Семиозерного, Урицкого райкомов. С 1951 года — первый секретарь Затобольского райкома.
Руководил организацией сельскохозяйственного производства во время освоения целинных и залежных земель в Затобольском районе. В первый год его руководства в районе было распахано 250 тысяч гектаров. Указом Президиума Верховного Совета СССР от 11 января 1957 года за особо выдающиеся успехи, достигнутые в работе по освоению целинных и залежных земель, и получение высокого урожая удостоен звания Героя Социалистического Труда с вручением ордена Ленина и золотой медали «Серп и Молот».
В 1958 году вышел на пенсию. Скончался в 1973 году.

## Награды
- Орден Красной Звезды
- Медаль «За оборону Москвы»